# Härteholm
Härteholm är en ö i Finland. Den ligger i Skärgårdshavet och i kommunen Pargas i den ekonomiska regionen  Åboland i landskapet Egentliga Finland, i den sydvästra delen av landet. Ön ligger omkring 49 kilometer väster om Åbo och omkring 200 kilometer väster om Helsingfors.
Öns area är 27,5 hektar och dess största längd är 1 kilometer i öst-västlig riktning. I omgivningarna runt Härteholm växer i huvudsak barrskog.